# Georges Grasset
Pour les articles homonymes, voir Grasset.
Georges Grasset, né le 24 avril 1910 à Montpellier et mort le 2 juin 1998 à Pons, est un militaire français, Compagnon de la Libération. Aviateur expérimenté de l'Armée de l'Air, il décide de se rallier à la France libre en 1940 et combat en Afrique et au Proche-Orient. Après la guerre, il poursuit sa carrière militaire et occupe des postes de commandement et d'état-major au sein de l'Armée de l'Air et de l'OTAN.

## Biographie

### Jeunesse et engagement
Georges Grasset naît le 23 avril 1910 à Montpellier au sein d'une famille d'industriels. En novembre 1930, après ses études, il décide de s'engager dans l'Armée de l'Air. Affecté au Maroc, il se distingue comme pilote et est promu sergent en février 1932. En 1933, il participe à la réduction des rébellions dans le massif de l'Atlas. En décembre 1937, il est muté au bataillon de l'air no 106 à Bordeaux.

### Seconde Guerre mondiale
Promu adjudant, il devient instructeur à l'école de pilotage d'Étampes où il est encore en poste au début de la Seconde Guerre mondiale. Lors de la bataille de France, devant l'avancée des troupes allemandes, le personnel de l'école se replie vers La Rochelle puis vers la base de Cazaux en Gironde. Ayant entendu l'appel du général de Gaulle, il décide de se rallier à la France libre et s'enfuit de la base aux commandes d'un Caudron Simoun. Parvenu en Angleterre, il s'engage dans les forces aériennes françaises libres et est envoyé en stage de perfectionnement sur Hawker Hurricane à l'Operation Training unit no 6 à Sutton Bridge du 21 juillet au 10 août. Dans le même temps, il est promu adjudant-chef le 1er août. Sa formation terminée, il est affecté au groupe de chasse no 1 avec lequel il participe à la campagne du Gabon à l'issue de laquelle il est muté au Groupe réservé de bombardement no 1. Au sein de ce dernier, il est chargé de la protection en vol des bombardiers et les accompagne notamment lors de la bataille de Koufra en février 1941. Promu lieutenant, il prend ensuite part à la campagne d'Afrique de l'Ouest sur la côte des Somalis et sur l'Éthiopie.
En octobre 1941, il part pour le Levant où il est affecté au groupe mixte d'instruction. Il y reste jusqu'au 1er décembre 1942, date à laquelle il est muté à l'escadrille de liaison de Damas. Il est ensuite muté au groupe de surveillance et de transport 1/17 Picardie en novembre 1943. Il termine la guerre avec le grade de capitaine.

### Après-Guerre
Poursuivant sa carrière militaire après la guerre, il est affecté à l'état-major des écoles de l'armée de l'Air puis commande une base aérienne. Il sert ensuite à l'état-major des forces aériennes centre-Europe de l'OTAN à Fontainebleau. Promu lieutenant-colonel en 1957, il prend sa retraite militaire en 1959 et travaille comme directeur d'une agence de conseil immobilier.
Georges Grasset meurt le 2 juin 1998 à Pons en Charente-Maritime et est inhumé à La Rochelle.

## Décorations
|  |  |  |
|  |  |  |
|  |  |  |

| Commandeur de la Légion d'honneur                                                      | Commandeur de la Légion d'honneur                                                      | Commandeur de la Légion d'honneur                                                      | Compagnon de la Libération Par décret du 23 juin 1941                | Compagnon de la Libération Par décret du 23 juin 1941                | Compagnon de la Libération Par décret du 23 juin 1941                | Médaille militaire                                         | Médaille militaire                                         | Médaille militaire                                         |
| Croix de guerre 1939-1945                                                              | Croix de guerre 1939-1945                                                              | Croix de guerre 1939-1945                                                              | Croix de guerre des Théâtres d'opérations extérieurs                 | Croix de guerre des Théâtres d'opérations extérieurs                 | Croix de guerre des Théâtres d'opérations extérieurs                 | Croix du combattant volontaire Avec agrafe "1939-1945"     | Croix du combattant volontaire Avec agrafe "1939-1945"     | Croix du combattant volontaire Avec agrafe "1939-1945"     |
| Médaille coloniale Avec agrafes "Maroc-Sahara", "AOF", "Koufra", "Libye" et "Érythrée" | Médaille coloniale Avec agrafes "Maroc-Sahara", "AOF", "Koufra", "Libye" et "Érythrée" | Médaille coloniale Avec agrafes "Maroc-Sahara", "AOF", "Koufra", "Libye" et "Érythrée" | Médaille commémorative des services volontaires dans la France libre | Médaille commémorative des services volontaires dans la France libre | Médaille commémorative des services volontaires dans la France libre | Commandeur de l'Ordre du Ordre du Ouissam alaouite (Maroc) | Commandeur de l'Ordre du Ordre du Ouissam alaouite (Maroc) | Commandeur de l'Ordre du Ordre du Ouissam alaouite (Maroc) |